# Dangerous Acts Starring the Unstable Elements of Belarus
Dangerous Acts Starring the Unstable Elements of Belarus (littéralement : Actes dangereux mettant en vedette les éléments instables de la Biélorussie) est un film documentaire américain réalisé par Madeleine Sackler et sorti en 2013.
Le film a remporté le prix du meilleur film au festival de cinéma sur les droits de l'homme One World 2014 à Bruxelles.

## Synopsis
Une blague circulait en Biélorussie après la réélection du 19 décembre 2010 d'Alexandre Loukachenko au poste de Président de la République : « Monsieur le Président, j'ai deux nouvelles à vous annoncer. La bonne, c'est que vous êtes réélu et la mauvaise, c'est que personne n'a voté pour vous ! ».
Le film présente en effet la situation dans la dernière réelle dictature d'Europe vue et vécue par une troupe théâtrale underground biélorusse, celle du Théâtre libre de Minsk (Belarus Free Theater) au travers de trois de ses pièces, Zone of Silence, Minsk, 2011 et Being Harold Pinter. Dangerous Acts alterne des séquences de spectacles traitant de la situation en Biélorussie avec des scènes de répression et de violences policières. Une des séquences les plus emblématiques est cette manifestation pacifique à Minsk où les quelques participants marchent en applaudissant. Après être quelque peu décontenancés par cette attitude, les policiers procèdent violemment à nombre d'arrestations arbitraires. Toute opposition politique est également réprimée à l'image du candidat de l'opposition aux élections présidentielle, Andreï Sannikov qui est jeté en prison plus de 400 jours de ce seul fait.
Les représentations de la troupe, jugées illégales, sont maintes fois interrompues par la police et tous, aussi bien acteurs que spectateurs, emprisonnés. La situation devenant intenable, plusieurs membres du Théâtre libre de Minsk se voient dans l'obligation de fuir le pays et de demander l'asile politique (à Londres).
Les scènes finales du film présentent des témoignages de soutien au Théâtre libre de Minsk (Belarus Free Theater) par Philip Seymour Hoffman, Kevin Kline, Lou Reed, Mick Jagger, Jude Law et le regretté dramaturge et président tchèque Václav Havel.

## Fiche technique
- Titre : Dangerous Acts Starring the Unstable Elements of Belarus
- Réalisation : Madeleine Sackler
- Durée : 76 minutes
- Pays :  États-Unis
- Langues : biélorusse, anglais, russe
- Genre : documentaire
- Dates de sortie :
  -  Canada : 8 septembre 2013 (Festival international du film de Toronto)
  -  Pays-Bas : 21 novembre 2013 (Festival international du film documentaire d'Amsterdam)
  -  Royaume-Uni : 28 mars 2014
  -  Belgique : 1er avril 2014 (One World Festival)
  -  États-Unis : 4 mai 2014 (Festival du film de Montclair (en))

## Distribution

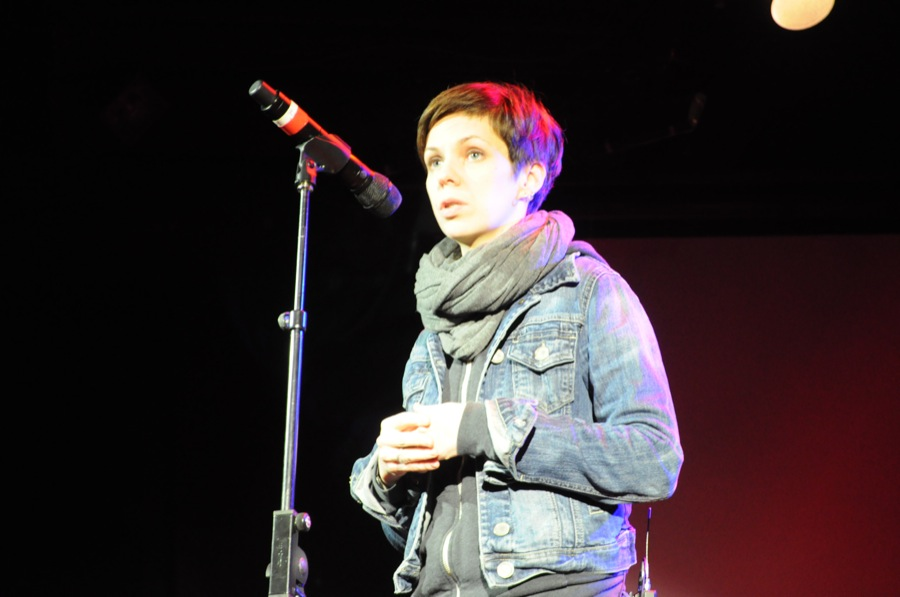
Natalia Koliada, New York, 2011

### La troupe théâtrale et les principaux sympathisants
- Pavel Gorodnitski
- Nikolaï Khalézine, fondateur de la troupe
- Natalia Koliada, sa femme, fondatrice de la troupe[2]
- Tatiana Mikhailovna Kaliada
- Andreï Kaliada
- Andreï Sannikov, candidat de l'opposition aux élections présidentielles
- Oleg Sidorchik
- Vladimir Scherban, directeur associé du théâtre[3]
- Iana Rusakevich
- Marina Iurevich

### Autres personnalités
- Lavr Berzhanin
- Vika Biran
- Irina Bogdanova, médecin biélorusse, sœur du prisonnier politique Andreï Sannikov
- Oskar Eustis
- Sergei Kvachonok
- Marta Lioubetskaia
- Liosha Naranovich
- Daniella Philipenkova
- Ioulia Chevchuk, actrice
- Aleksei Shirnevich
- Sveta Sugako
- Denis Tarasenko
- Rimma Ushkevich
- Nikita Volodko
- Irina Iarosevich
- Gennadi Iourevich
- Svetland Iourevich
- Tioma Zhaliazniak
- Bradley Page

## Articles connexes

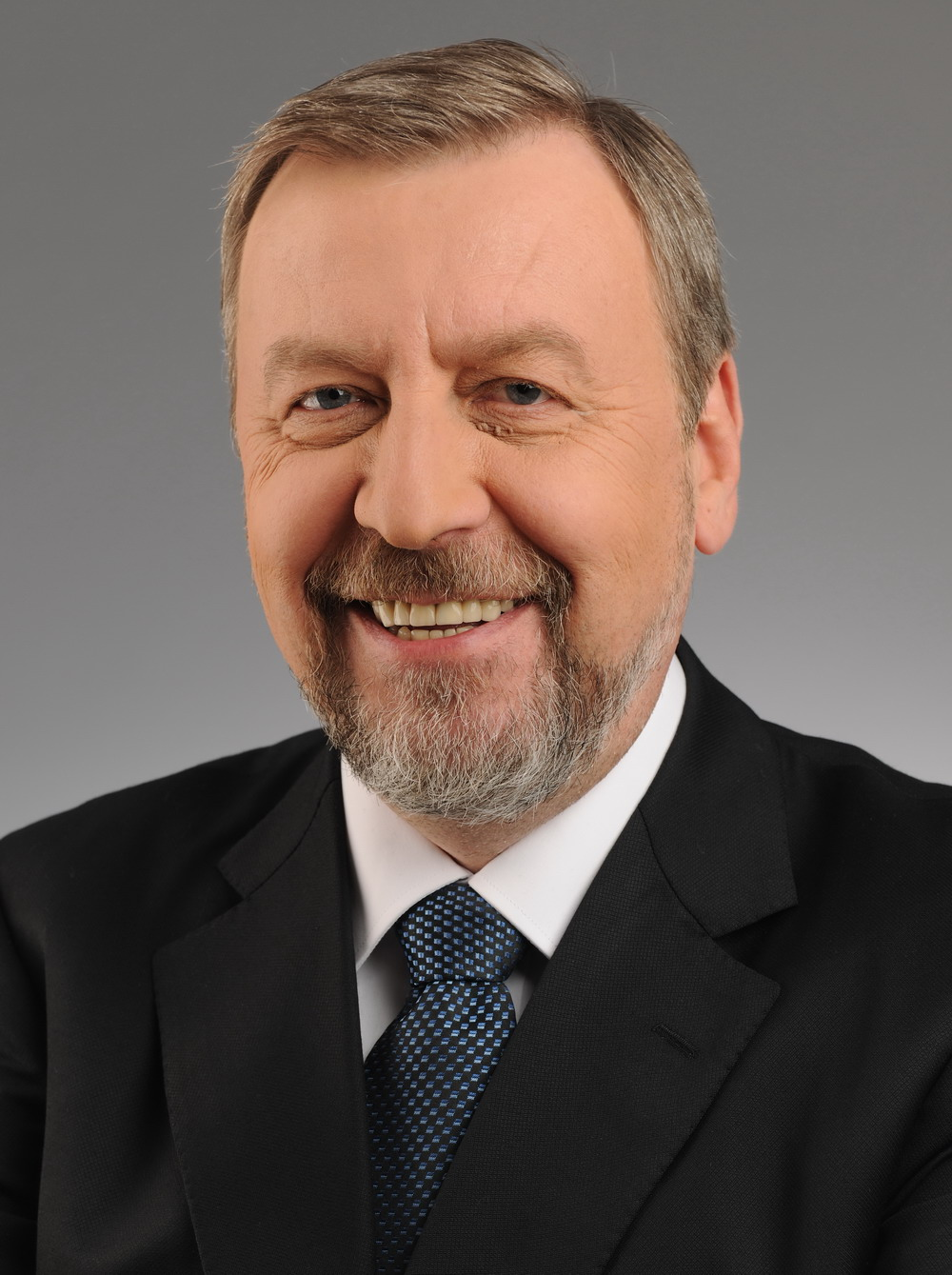
Andreï Sannikov